# Сакуль

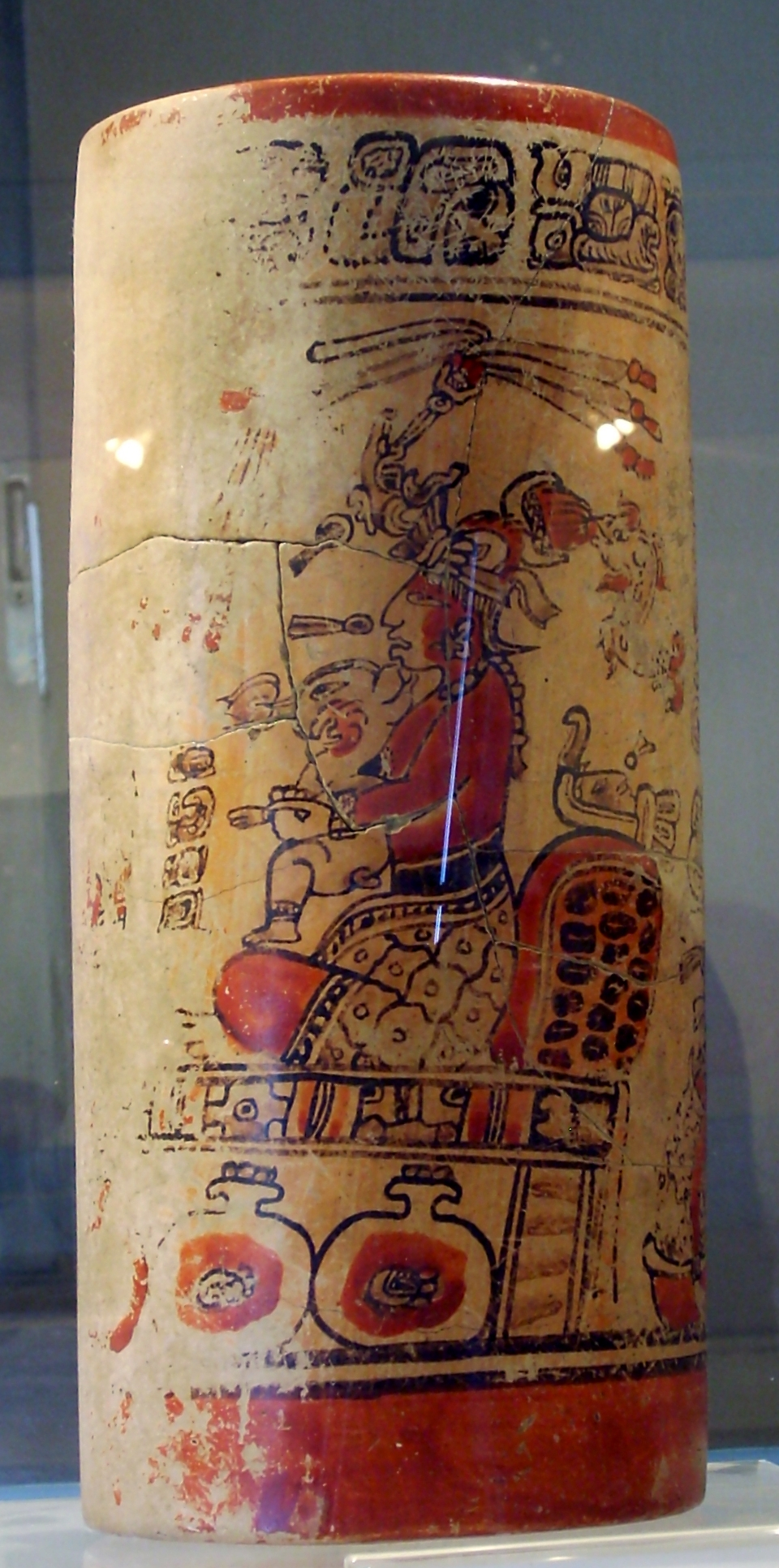
Ваза из Сакуля

Сакуль — городище цивилизации майя, расположенный на верхнем течении реки Мопан в департаменте Эль-Петен, Гватемала. Он занимал важный торговый путь через горы Майя. В конце VIII века Сакуль был одним из немногих городов на юго-востоке Эль-Петена, который имел свой собственный герб.

## История

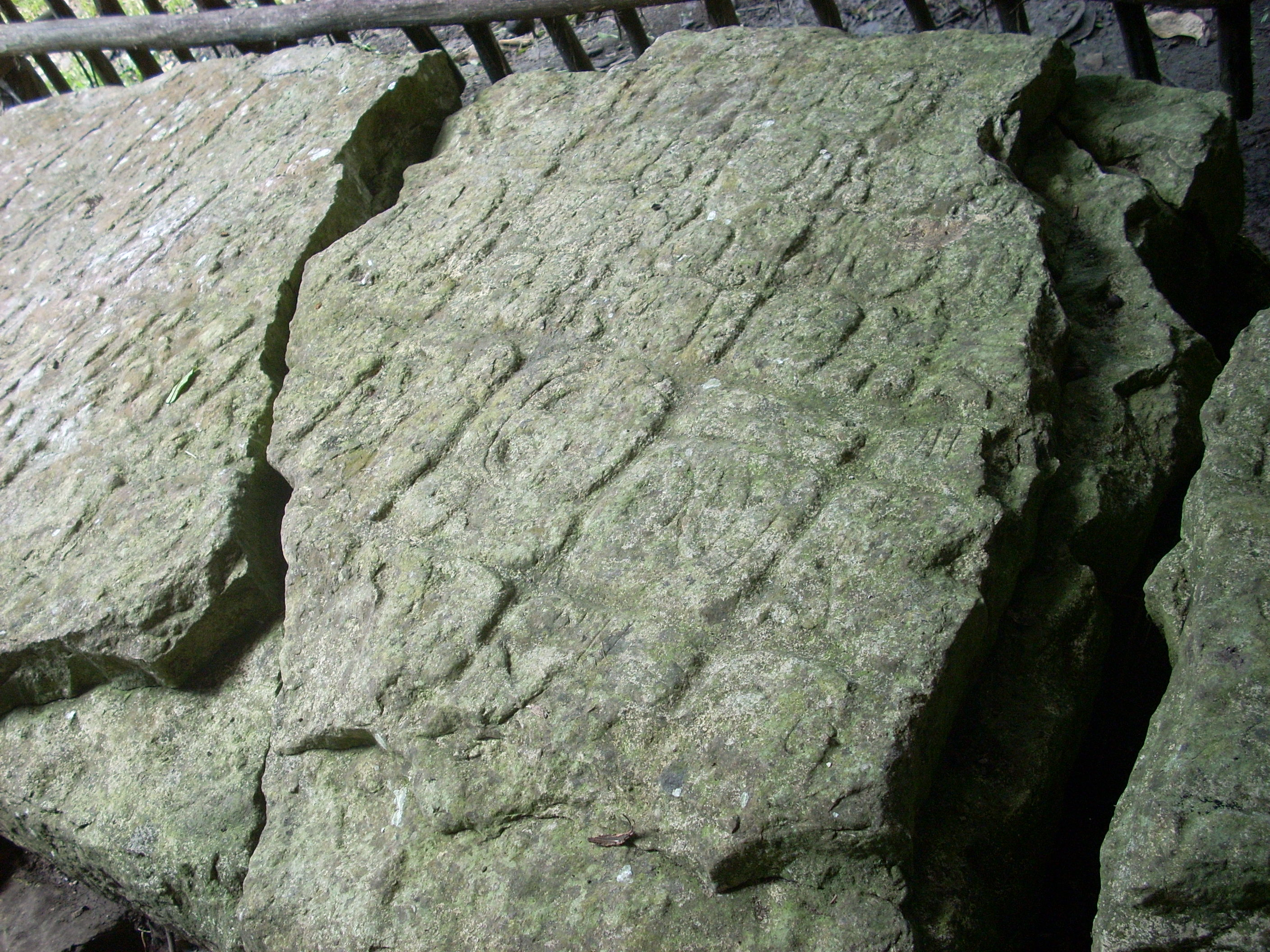
Стела 2 из Ишкуна

12 февраля 760 года правитель Уканаля Кинич-Кэб II приходит с визитом в Сакуль и наблюдает за тем, как царь Сакуля Чиель получает свой манекен-скипетр, символ власти.
21 декабря 779 года Сакуль решил напасть на город Ишкун и проиграл. Стела 2 из Ишкуна рассказывает об этой битве. Стелы в обоих городах свидетельствуют о визите Чиеля в Ишкун спустя 11 лет 11 октября 790 года, поэтому вероятно, что эти города сформировали военной союз.
В 800 году в Сакуле была установлена последняя известная стела.

## Известные правители
- Чиель (ок. 760 — 790+)

## Описание
В центре города находятся пирамиды, площадка для игры в мяч, триадный комплекс и два астрономических комплекса.

## География
Сакуль находился на северной части гор Майя, в 16 км от границы с Белизом. Ландшафт неровный и холмистый, с высотой от 450 до 650 м над уровнем моря.